# Pourvoi en cassation en droit français
Pour des articles plus généraux, voir Pourvoi et Recours en cassation.
Un pourvoi en cassation (ou recours en cassation, ou pourvoi) est, en France, un recours extraordinaire formé devant la Cour de cassation (pour les juridictions judiciaires) ou devant le Conseil d'État (pour les juridictions administratives), contre une décision de justice rendue en dernier ressort.
Cette voie de recours est offerte aux parties à l'instance à la suite d'un arrêt rendu en appel, ou à la suite d'un jugement de première instance non susceptible d'appel.
Ce n’est pas un troisième degré de juridiction intervenant après l’appel lorsque celui-ci est possible, car le juge de cassation ne re-juge pas l’affaire. Il vérifie seulement le respect des règles de procédure et la correcte application du droit par les juges du fond. Le jugement ou l’arrêt n’est annulé (ou cassé) que si la procédure a été irrégulière
ou les règles de droit mal appliquées.
L'existence de cette voie de recours est une « garantie fondamentale dont, en vertu de l'article 34 de la Constitution, il appartient seulement à la loi de fixer les règles. »

## Conditions générales
Le juge de cassation ne juge que sur la forme et sur le droit (erreur d'interprétation juridique, erreur de procédure...) et non sur le fond (détermination de la culpabilité, appréciation du montant d'un préjudice par exemple). Il juge le jugement attaqué et non le litige.
Le ministère d'un avocat au Conseil d'État et à la Cour de cassation (dit « avocat aux Conseils ») est obligatoire, sauf au pénal et quelques autres très rares exceptions.

### Conditions de recevabilité devant la Cour de cassation
Depuis 2017, une réforme fortement préconisée par certains magistrats de la Cour de cassation est à l'étude, avec pour claire finalité de limiter drastiquement le nombre de pourvois, et ce au moyen d'un dispositif de filtrage préalable beaucoup plus exigeant que celui déjà en vigueur. En substance, les pourvois seraient soumis à autorisation préalable et leur admissibilité fonction, entre autres, de l'intérêt que présente le pourvoi pour le développement du droit, pour l'harmonisation de la jurisprudence ou pour la protection des libertés fondamentales. Selon les termes de Bertrand Louvel, Premier Président de la Cour de cassation, le pourvoi en cassation, conçu initialement comme une voie de recours extraordinaire, connaitrait un sérieux dévoiement qu'illustre une statistique : dans les faits, les trois quarts des pourvois seraient, d'après lui, voués à un échec certain.

#### En matière civile

##### Décisions pouvant faire l'objet d'un pourvoi en cassation

###### Contre un jugement en dernier ressort
L'article 605 du code de procédure civile (CPC) indique qu'un pourvoi en cassation ne peut être exercé que contre un jugement rendu en dernier ressort (jugements contentieux et gracieux, convenus, d’expédient).
Dans le cas où tout recours est écarté par la loi, un pourvoi en cassation reste malgré tout possible dans la mesure où un excès de pouvoir a été commis par le juge ou quand il y a atteinte aux droits de la défense.
Le pourvoi est irrecevable si la décision est susceptible d’appel ou si le délai est expiré, la décision étant donc définitive et passée en force de chose jugée.
Il importe peu que les décisions aient été contradictoires ou rendues par défaut. Il est possible de faire un pourvoi contre un jugement par défaut du moment que le délai de l’opposition est expiré. Celle-ci peut se combiner au pourvoi, comme pour le recours en révision.

###### Exceptions
Le jugement doit être en dernier ressort sauf quelques cas : celui de l'article 618 sur la contrariété de jugements, ou lorsqu’il y a pourvoi dans l’intérêt de la loi, ou pour excès de pouvoir formé par le procureur général auprès de la Cour de cassation (voir plus bas).

##### Parties au pourvoi en cassation

###### Pourvoi principal
L'article 609 du CPC indique que toute partie qui a intérêt est recevable à ce pourvoi. Il faut donc avoir été partie dans une instance ayant rendu le jugement attaqué et avoir la capacité.
Une partie peut désormais se pourvoir même si la disposition du jugement qui lui est défavorable ne profite pas à son adversaire. C'est un prolongement de l’article 611 du CPC qui, pour les matières contentieuses, pose que le pourvoi est recevable même lorsqu’une condamnation a été prononcée au profit ou à l’encontre d’une personne qui n’était pas partie à l’instance. Ces textes permettent ainsi à une partie condamnée à une amende civile de se pourvoir en cassation pour ce motif alors même que cette demande profite à un tiers, l'État. La jurisprudence le refusait auparavant faute de défendeur.

###### Pourvoi incident/provoqué
L'article 614 du CPC précise que la recevabilité du pourvoi obéit aux règles de l’appel incident, tout en précisant que si l’appel incident est recevable en tout état de cause, le pourvoi doit être formé dans le délai de deux mois reconnu au défendeur pour déposer son mémoire en défense.

###### Intervention volontaire
La Cour de cassation est faite pour la régulation en droit de l'ordre judiciaire. L’intervention forcée d’un tiers paraît difficile et est écartée. Seule une intervention volontaire à titre accessoire est possible, mais elle doit être justifiée par des circonstances exceptionnelles.

###### Pourvois du ministère public
Le pourvoi du ministère public n’est ordinairement recevable que si celui-ci a été partie auparavant, mais il existe deux cas où la loi reconnaît expressément l’intérêt du ministère public à se pourvoir indépendamment de cette qualité de partie : le cas du pourvoi dans l’intérêt de la loi et celui du pourvoi pour excès de pouvoir.
Afin de faire respecter et d'honorer la loi et les principes du droit, le procureur général peut former un pourvoi contre toute décision qui n’aurait pas été attaquée en temps utile par les parties. Le but est de faire ainsi cesser l’insécurité juridique et le trouble social qui pourrait résulter de la violation de la loi par un tribunal. On évite ainsi une jurisprudence incohérente ou contraire à la loi. Pour ce type de pourvoi, le procureur n’a aucun délai, mais il ne peut l’exercer qu’après expiration du délai des parties. C’est alors l’assemblée plénière de la Cour qui est appelée à se prononcer sur la conformité de la solution judiciaire au droit mais seulement dans l’intérêt de la loi et donc sans renvoi ni effet pour les parties initiales au litige.
En cas d’excès de pouvoir, le procureur agira seulement sur l’ordre du ministère de la justice (un acte de procédure, comme un jugement peut être un excès de pouvoir, c’est-à-dire un empiétement du pouvoir judiciaire sur l’exécutif).

##### Délais
De façon générale, le délai pour former un pourvoi en cassation est de deux mois à compter de la signification de l'arrêt d'appel. Il peut être plus court : en matière électorale, il est de dix jours. Le pourvoi ne suspend pas les décisions de justice antérieures, mais permet, en cas de cassation, de faire rejuger l'affaire.

##### Formation du pourvoi
Du point de vue de la procédure, le pourvoi en cassation est formé par déclaration écrite que la partie (ou son mandataire, muni d'un pouvoir spécial) adresse au greffe de la Cour de cassation.
L'assistance d'un avocat aux Conseils (avocat à la Cour de cassation) est obligatoire, sauf en matière électorale. Il convient de souligner que cette assistance est obligatoire en matière de sécurité sociale, d'assistance éducative, surendettement, expropriation, et droit du travail (depuis le décret n°2004-836 du 20 août 2004).

#### En matière pénale

##### Décisions pouvant faire l'objet d'un pourvoi en cassation
Le pourvoi en cassation n'est ouvert qu'à l'encontre des décisions « arrêts et jugements rendus en dernier ressort », selon l'article L411-2 du code de l'organisation judiciaire.
Le code de procédure pénale précise que certaines décisions ne peuvent faire l'objet d'aucun recours, dans ce cas, le pourvoi en cassation n'est possible qu'en cas d'"excès de pouvoir"

##### Parties au pourvoi en cassation
Le pourvoi en cassation est formé par le ministère public ou la partie à laquelle il est fait grief.

##### Délais
En matière pénale, le délai pour former un pourvoi en cassation est de cinq jours francs à compter du lendemain du prononcé de la décision. (Ce délai de cinq jours peut ne commencer à courir qu'à partir de la signification de l'arrêt envers les personnes absentes ou non représentées, ou à partir de la fin du délai pour faire opposition.)
À l'égard du ministère public, le délai pour former un pourvoi est de dix jours à compter de la signification. Cependant, le procureur général près la Cour de cassation peut former un pourvoi dans l'intérêt de la loi après l'expiration de ce délai (art. 621 CPP).

##### Formation du pourvoi
Le pourvoi en cassation est formé auprès du greffier de la juridiction qui a rendu la décision attaquée ou auprès du chef de l'établissement pénitentiaire lorsque le demandeur en cassation est détenu.
L'assistance d'un avocat n'est pas obligatoire en matière pénale pour celui qui a été condamné. Les autres parties au procès pénal sont dispensées du ministère d'avocat aux conseils lorsqu'elles présentent leurs moyens de cassation dans un délai de dix jours.

### Conditions de recevabilité devant le Conseil d'État

#### Voie de recours exceptionnelle[pasclair]
Le recours en cassation devant le Conseil d'État est ouvert aux parties contre toute décision de justice rendue en dernier ressort par un tribunal administratif, une cour administrative d'appel ou une juridiction administrative spécialisée.

#### Conditions de délai
Le délai, dans la plupart des cas, est de deux mois à compter de la notification de la décision de justice que le requérant souhaite contester.
La date d'arrivée de la requête au greffe du Conseil d’État est seule prise en compte dans le calcul de ce délai.

#### Ministère d'un avocat
L'assistance d'un avocat au Conseil d’État et à la Cour de cassation est obligatoire, sauf dans deux cas :
- les pourvois contre les décisions de la commission centrale d'aide sociale,
- les pourvois contre les décisions des cours régionales des pensions militaires d'invalidité[11].

#### Requête
La requête doit contenir les éléments nécessaires à la résolution du litige :
- les conclusions, c'est-à-dire ce que le requérant demande exactement au Conseil d’État (annulation totale ou partielle de la décision de justice contestée par exemple) ;
- l'exposé des faits ;
- les moyens de droit tendant à montrer pourquoi le juge de dernier ressort a jugé selon une procédure irrégulière ou a fait une application erronée du droit ;
- Elle doit être accompagnée de l’arrêt de la cour administrative d’appel, du jugement du tribunal administratif ou de la décision de la juridiction administrative spécialisée que conteste le requérant et de toutes les pièces justificatives utiles.

Elle doit être fournie en autant d'exemplaires que de parties au litige plus deux.

## Procédure de cassation

### Cas d'ouverture ou moyens de cassation

#### Cas d'ouverture dans l'ordre judiciaire
Les moyens invoqués devant la Cour de cassation doivent être des moyens de droit et non de fait. Ces moyens doivent déjà avoir été invoqués devant le juge du fond dont la décision est contestée, sauf s'il s'agit de moyens de pur droit ou de moyens d'ordre public, donc invocables à tout moment, ou de moyens nés de la décision contestée elle-même.
On distingue habituellement les cas suivants d'ouverture à cassation : 
- Violation de la loi (au sens de violation d'une règle de droit)[12]. La règle de droit peut être une règle de forme (procédure, composition des juridictions, publicité des débats notamment) comme une règle de fond, et elle peut avoir été violée par refus d’application, par fausse application ou par fausse interprétation.
- Incompétence de la juridiction du fond
- Inobservation des formes requises à peine de nullité pour la réalisation des actes de procédure ou des jugements
- Motivation inexistante ou insuffisante :
  - Défaut de motivation (absence totale de motif, contradiction de motifs, défaut de réponse à des conclusions), ce qui est un vice de forme
  - Défaut de base légale (motivation insuffisante), ce qui est un vice de fond, lorsque les motifs de la décision attaquée sont insuffisants pour permettre à la Cour de cassation de contrôler si la loi a été correctement appliquée
- Dénaturation d'un acte écrit (par exemple : fausse interprétation d'une clause claire et précise d'un contrat ou d'un testament, ou des conclusions d’une partie)

Il y a d'autres cas d’ouverture moins fréquents : 
- Contrariété de jugements (deux décisions de justice inconciliables)
- Excès de pouvoir (empiétement de l'autorité judiciaire sur le pouvoir législatif ou exécutif, notamment lorsqu’un tribunal s'arroge un droit qu'il n'a pas ou qu'il porte atteinte à un principe fondamental de procédure)
- Perte de fondement juridique du fait d'une loi nouvelle d'application immédiate

#### Cas d'ouverture dans l'ordre administratif
La situation est similaire devant le Conseil d'État, à quelques nuances près.
Ainsi :
- Une erreur de fait est invocable en cassation devant le Conseil d'État si elle ressort des pièces du dossier soumises au juge du fond
- La dénaturation est entendue en un sens plus large, car elle peut concerner toute pièce soumise au juge du fond (y compris quant aux faits)

#### Souveraineté du juge du fond et contrôle de la qualification
Si le juge du fond est souverain quant à l'appréciation des faits[réf. nécessaire], la Cour de cassation comme le Conseil d'État peuvent en revanche vérifier la qualification juridique de ces mêmes faits.

### Effets d'une cassation

#### Effets dans l'ordre judiciaire
Sur le plan sémantique, la « cassation » s'entend d'une censure, c'est-à-dire de la désapprobation exprimée par la Cour de cassation à l'égard de la décision attaquée, en raison de l'incorrecte application de la règle de droit. Au plan procédural, la cassation entraîne automatiquement l'« annulation » de la décision attaquée. Cette distinction se traduit, dans le dispositif des décisions de cassation, par l'emploi de l'expression-type « casse et annule [la décision attaquée] ».
Dans des cas très rares, seule l'annulation est mentionnée et non la cassation : cette solution correspond à l'hypothèse dans laquelle la décision attaquée doit être annulée pour une raison autre que la mauvaise application de la règle de droit par la juridiction dont la décision attaquée émane (exemple : entrée en vigueur d'une nouvelle règle d'ordre public immédiatement applicable aux affaires en cours et non applicable à la date à laquelle la décision attaquée a été prononcée, auquel cas la Cour de cassation en tire toutes les conséquences mais sans devoir censurer, ou « casser » la décision attaquée).
La cassation peut être totale ou partielle. Elle sera partielle lorsque la mauvaise application de la règle de droit porte uniquement sur un ou plusieurs points de la décision attaquée et que ces points ne présentent aucune interdépendance avec les autres points de cette décision.
Si la Cour de cassation casse et annule la décision d'une juridiction, elle renvoie généralement l'affaire devant une juridiction autre que celle qui a rendu la décision, mais toujours de même degré (par exemple, une autre cour d'appel ou un autre tribunal d'instance). Dans des cas toutefois assez fréquents, l'affaire est renvoyée devant la même juridiction mais impérativement composée d'autres magistrats que ceux ayant prononcé la décision attaquée. Le renvoi après cassation n'entraîne pas la saisine automatique de la juridiction désignée, laquelle doit être saisie par les parties dans le délai de quatre mois suivant la notification de l'arrêt de renvoi.
Dans une minorité de cas, la Cour de cassation casse la décision attaquée sans renvoyer l’affaire devant une autre juridiction, soit parce que la cassation prononcée n’implique pas qu’il soit à nouveau statué sur le fond de l’affaire, soit parce que les faits, tels qu’ils ont été souverainement constatés et appréciés par les juges du fond, lui permettent d’appliquer directement la règle de droit appropriée (Article L 411-3 du code de l'organisation judiciaire).
Une cassation peut être publiée ou non.

#### Effets dans l'ordre administratif
Le mécanisme n'est que partiellement analogue pour les juridictions administratives. Lorsque le Conseil d'État annule un arrêt ou un jugement de dernier ressort, il peut renvoyer l'affaire devant une juridiction de même nature que celle dont il a annulé la décision, mais il peut aussi, pour une bonne administration de la justice, juger lui-même sur le fond (c'est ce qu'il fait le plus souvent après cassation).